# IC 65
IC 65 је спирална галаксија у сазвјежђу Андромеда која се налази на листи објеката дубоког неба у Индекс каталогу.
Деклинација објекта је + 47° 40' 54" а ректасцензија 1h 0m 55,3s. Привидна величина (магнитуда) објекта IC 65 износи 12,7 а фотографска магнитуда 13,5. Налази се на удаљености од 29,180 милиона парсека од Сунца. IC 65 је још познат и под ознакама UGC 625, MCG 8-3-5, CGCG 551-4, IRAS 00580+4724, PGC 3635.